# CELPE-Bras
Le CELPE-Bras (Certificado de proficiência em língua portuguesa para estrangeiros ou « Certificat de compétence en langue portugaise pour étrangers »), émis par le ministère brésilien de l’éducation, est le seul certificat d’aptitude en portugais comme langue étrangère reconnu officiellement au Brésil et dans le monde. Il est, en quelque sorte, l’homologue du système DELF-DALF pour le français comme langue étrangère.
L'université de Sorbonne Nouvelle, l'université de Poitiers et l'université Blaise-Pascal de Clermont-Ferrand sont trois des établissements en France où les candidats peuvent passer le test dans une de leurs deux sessions annuelles.